# Mesotrichopteridium intermedium
Mesotrichopteridium intermedium is een fossiele soort schietmot uit de familie Necrotauliidae.